# FC Andijon
O FC Andijon é um clube de futebol uzbeque com sede em Andijan. A equipe compete no Campeonato Uzbeque de Futebol.

## História
O clube foi fundado em 1964.